# Diamond Is Unbreakable
Diamond Is Unbreakable (ダイヤモンドは砕けない?, Daiyamondo wa kudakenai) è la quarta parte del manga Le bizzarre avventure di JoJo di Hirohiko Araki, scritta e disegnata dal 1992 al 1995.

## Trama
Siamo nel 1999 e il nuovo protagonista è Josuke Higashikata, figlio illegittimo dell'attempato Joseph Joestar. Recatosi nella cittadina giapponese di Morio-cho per metterlo in guardia da un'oscura minaccia che incombe sulla città, Jotaro Kujo incontra Josuke e gli insegna ad avvalersi del suo potere Stand. Nella piccola cittadina Jotaro e Josuke vanno alla ricerca dell'Arco e della Freccia, un misterioso artefatto con il potere di risvegliare il potere Stand di chi ne viene trafitto, per evitare che rimanga nelle mani sbagliate: infatti molti cittadini di Morio-cho cominciano a sviluppare poteri che si fanno sempre più bizzarri. La serie, invece di incentrarsi su un viaggio, si svolge interamente nella cittadina di Morio, e il più delle volte gli eroi e i nemici si incontrano e si scontrano mentre sono alle prese con la vita di tutti i giorni. L'avversario principale della serie è Yoshikage Kira, un serial killer dotato di Stand che non vuole assolutamente rinunciare alla sua esistenza tranquilla e ha inscenato per tutta la vita una falsa mediocrità per essere lasciato in pace. Dopo un primo scontro con Koichi e Jotaro, Kira cambierà identità, ma grazie all'aiuto dei vari portatori di Stand incontrati, Josuke e i suoi compagni riusciranno a sconfiggere il serial killer e a riportare la pace nella cittadina.

## Personaggi
Josuke Higashikata

Josuke Higashikata e il suo Stand Crazy Diamond in una scena dell'anime

Josuke Higashikata (东方 仗 助?, Higashikata Josuke), detto JoJo è il protagonista della serie. Studente della città di Morioh, Josuke è il figlio naturale di Joseph Joestar e zio di Jotaro Kujo. Il suo Stand è Crazy Diamond (クレイジー・ダイヤモンド?, Kureijī Daiyamondo), che ha la capacità di ripristinare gli oggetti alla loro forma originale, comprese le ferite delle persone. Nell'adattamento animato è doppiato da Yūki Ono.
Koichi Hirose
Koichi Hirose (広 瀬 康?, Hirose Kōichi) è un compagno di classe e amico di Josuke. Nonostante la sua età, è molto basso. Nel corso della serie, instaura anche una forte amicizia con Jotaro, simile ad un rapporto maestro-allievo, e con Rohan Kishibe. Il suo Stand, risvegliato dopo essere stato colpito dalla Freccia da Keicho Nijimura, si chiama Echoes (エコーズ?, Ekōzu), e possiede tre forme distinte che Koichi può richiamare solo una alla volta. La prima può creare onomatopee e inserirle negli oggetti per poi riprodurre il suono corrispondente, la seconda toccando l'onomatopea con la coda ne provoca l'effetto rappresentato, mentre la terza ha un aspetto completamente umanoide e può aumentare il peso di un oggetto in base alla distanza fino a schiacciarlo a terra, e può anche comunicare con Koichi. Vive con la madre e con la sorella e ha un cane di nome Police (ポリス?, Porisu). Nell'adattamento animato è doppiato in giapponese da Yūki Kaji e in italiano da Matteo Valentino.
Okuyasu Nijimura
Okuyasu Nijimura (虹村 億泰?, Nijimura Okuyasu) è uno dei due fratelli Nijimura, responsabili della creazione della maggior parte dei portatori di Stand di Morioh tramite l'Arco e la Freccia. Dapprima nemico, dopo la morte di suo fratello maggiore Keicho, in cerca di vendetta contro Akira Otoishi, diventa amico di Josuke e Koichi. Il padre di Okuyasu è una creatura bizzarra, mutato dalle cellule di Dio Brando quando Okuyasu aveva solo sette anni. In un primo momento, Okuyasu e Keicho complottano di uccidere il loro padre per alleviargli la sofferenza, tramite la creazione di portatori di Stand. Il suo Stand è chiamato The Hand (ザ・ハンド?, Za Hando) e tramite la mano destra può cancellare ciò che tocca, compreso lo spazio. Anche se questa capacità è molto utile, Okuyasu è piuttosto tardo e raramente ne ricava il suo massimo potenziale. Nell'adattamento animato è doppiato in giapponese da Wataru Takagi e in italiano da Edoardo Lomazzi.
Rohan Kishibe

Rohan Kishibe (岸辺 露伴?, Kishibe Rohan) è un famoso mangaka che si è recentemente trasferito a Morioh. Il suo Stand Heaven's Door (ヘブンズ・ドアー?, Hebunzu Doā) gli permette di leggere i ricordi di una qualsiasi persona. Una restrizione del suo potere è che l'obiettivo deve vedere la sua opera, ma questo può essere rimpiazzato disegnando una immagine in aria col dito. Alla fine fa amicizia con Koichi, e successivamente, aiuta il gruppo di Josuke a scoprire la nuova identità di Yoshikage Kira. Nell'adattamento animato è doppiato in giapponese da Takahiro Sakurai e in italiano da Dario Sansalone.
Jotaro Kujo

Jotaro Kujo (空条 承太郎?, Kūjō Jōtarō) è il protagonista della serie precedente Stardust Crusaders e nipote di Josuke. Si reca a Morio-cho per trovare quest'ultimo, e per indagare su un portatore di Stand. Il suo Stand è chiamato Star Platinum. Nell'adattamento anime è doppiato da Daisuke Ono.
Joseph Joestar

Joseph Joestar (ジョースタ ジョセフ?, Josefu Jōsutā) è il nonno di Jotaro e padre di Josuke, già protagonista della seconda serie Battle Tendency e co-protagonista nella terza serie Stardust Crusaders.
Si reca a Morioh per incontrare Josuke e aiutare gli altri a scovare Akira Otoishi. In seguito adotterà Shizuka, una bambina abbandonata e portatrice di uno Stand che la rende invisibile, e si ricongiungerà col figlio. Il suo Stand è chiamato Hermit Purple. Nell'adattamento animato è doppiato da Unshō Ishizuka.
Yoshikage Kira

Yoshikage Kira (吉良吉影?, Kira Yoshikage) è il principale antagonista della serie. Si tratta di un serial killer ossessionato dalle mani femminili e dotato dello Stand Killer Queen (キラークイーン?, Kirā Kuīn), che gli consente di tramutare persone ed oggetti in bombe. Il suo stand gli consente di creare 3 tipi di bombe: La prima (Bomb Transmutation) gli consente di trasformare ogni oggetto o persona in una bomba e di farla esplodere manualmente quando vuole con il suo Killer Queen. La seconda (Sheer Heart Attack) è uno stand autonomo creato dalla mano sinistra di Killer Queen; insegue il bersaglio che riesce a rintracciare grazie alla sua temperatura corporea ed è pressoché indistruttibile. La terza bomba (Bites The Dust) riesce a far tornare indietro il tempo fino a un'ora prima. Nell'adattamento animato è doppiato da Toshiyuki Morikawa.
Yoshihiro Kira
Yoshihiro Kira (吉良 吉廣?, Kira Yoshihiro) è il padre di Yoshikage Kira, morto qualche tempo prima dell'inizio della serie. La sua morte attiva il suo Stand Atom Heart Father (アトム・ハート・ファーザー?, Atomu Hāto Fāzā) che consente alla sua anima di rimanere sulla terra come fantasma per proteggere il suo amato figlio Yoshikage. Lo Stand lo delimita a una fotografia, concedendogli la possibilità di influenzare il mondo esterno semplicemente manipolando le cose nella fotografia. Le persone possono essere uccise anche in questo modo, e la morte è inevitabile, a meno che qualcuno non trovi una scappatoia per uscire dal mondo della fotografia. Utilizzando una Freccia donatagli da Enya Gail durante un viaggio in Egitto, crea nuovi portatori di Stand affinché lo aiutino a proteggere la nuova identità di Kira. Viene ucciso da una pallottola di Stray Cat manovrata da Josuke, che si è sostituito a Yoshihiro stesso che stava dando indicazioni a Yoshikage su come indirizzare i proiettili per colpire Josuke all'interno di una casa durante lo scontro tra i due. Nell'adattamento animato è doppiato da Shigeru Chiba.
Anjuro Katagiri
Anjuro Katagiri (片桐 安十郎 ?, Katagiri Anjūrō) detto Angelo (アンジェロ?, Anjerō) è il primo avversario affrontato da Josuke. Pur avendo un QI di 160, scelse di intraprendere una vita da criminale. Arrestato e condannato a morte per impiccagione, durante l'attesa dell'esecuzione viene visitato da Keicho Nijimura, e dopo essere stato trafitto dalla freccia, risveglia il suo stand Aqua Necklace, in grado di possedere e manipolare qualsiasi liquido, anche se viene vaporizzato, fugge dal carcere e torna a Morioh. Infiltrato il suo stand a casa di Josuke, viene intrappolato ma riesce a fuggire e uccide il nonno di questi. Josuke sconfigge il criminale e usa i suoi poteri per fonderlo ad una roccia, facendone la nuova attrazione turistica della città. Nell'adattamento animato è doppiato da Kenji Hamada.
Keicho Nijimura
Keicho Nijimura (虹村 形兆?, Nijimura Keichō) è il fratello maggiore di Okuyasu. Dato che suo padre è stato mutato da Dio Brando in un essere mostruoso e immortale, usa la Freccia su vari abitanti di Morioh, allo scopo di creare dei portatori di Stand in grado di uccidere il padre ponendo fine alle sue sofferenze. Viene sconfitto da Josuke e poi ucciso da Red Hot Chili Pepper, mentre tenta di salvare il fratello. Il suo Stand Bad Company (バッド・カンパニー?, Baddo Kanpanī) consiste in un intero esercito di soldatini armati fino ai denti. Ogni membro della Bad Company può agire singolarmente o in gruppo secondo i comandi del portatore. Nell'adattamento animato è doppiato da Tomoyuki Shimura.
Akira Otoishi
Akira Otoishi (音石 明?, Otohishi Akira) è un giovane che aspira a diventare una rock star, colpito con la freccia di Keicho. Uccide questi e prende l'Arco e la Freccia con il suo stand Red Hot Chili Pepper, uno stand composto da energia elettrica che può viaggiare attraverso cavi e altri sistemi elettrici, oltre ad essere controllato da una lunga distanza. Josuke e il suo gruppo cercano di rintracciarlo chiamando Joseph Joestar in Giappone, tuttavia Akira viene a conoscenza di questo e cerca di ucciderlo. Viene tuttavia sconfitto da Josuke e Okuyasu, e condannato a tre anni di carcere per furto. Nell'adattamento animato è doppiato in giapponese da Shōtarō Morikubo e in italiano da Alessandro Germano.
Yukako Yamagishi
Yukako Yamagishi (山岸 由花子?, Yamagishi Yukako) è una compagna di scuola di Josuke e Koichi, che si innamora follemente di quest'ultimo. La sua ossessione la porta a rapirlo per fare di lui il suo uomo ideale, causando così uno scontro tra i due. Dopo che Koichi le salva la vita, si innamora ancora di più del ragazzo. In seguito, grazie ad Aya Tsuji, i due inizieranno una relazione. Il suo Stand Love Deluxe (ラブ・デラックス?, Rabu Derakkusu) le permette di allungare e controllare i suoi capelli a piacimento, anche se sono separati dal suo corpo. Nell'adattamento animato è doppiata in giapponese da Mamiko Noto e in italiano da Ludovica De Caro.
Shigekiyo Yangu
Shigekiyo Yangu (矢安宮 重清 ?, Yangu Shigekiyo), soprannominato Shigechi (重ちー?, Shigechī), è un ragazzino emarginato che diventa amico di Josuke e Okuyasu. Il suo Stand Harvest (ハーヴェスト?, Hāvesuto) è diviso in cinquecento piccoli Stand che possono essere usati per raccogliere determinati oggetti. A causa di questa sua capacità Josuke e Okuyasu lo usano per guadagnare grandi quantità di denaro, finendo per scontrarsi con lui a causa della sua avidità. Per via di un equivoco, scopre l'identità di Yoshikage Kira e viene ucciso da questi. Ciononostante riuscirà a strappargli un bottone che metterà Josuke e gli altri sulle tracce dell'assassino. Nell'adattamento animato è doppiato da Kappei Yamaguchi.
Reimi Sugimoto
Reimi Sugimoto (杉本 鈴美?, Sugimoto Reimi)) è stata la prima vittima di Yoshikage Kira. Fu uccisa 15 anni prima degli avvenimenti della serie e rimase in città come fantasma insieme al suo cane Arnold in attesa di qualcuno a cui potesse raccontare la sua storia e informarlo del serial killer. In seguito alla morte di Kira, lei e Arnorld lasciano la città, finalmente liberi di riposare in pace. Nell'adattamento animato è doppiata da Sayuri Hara.
Hayato Kawajiri
Hayato Kawajiri (川尻 早人?, Kawajiri Hayato) è il figlio di Kosaku Kawajiri, l'uomo la cui identità viene presa da Yoshikage Kira. Si accorge del recente comportamento strano di suo padre e utilizza una telecamera per spiarlo. Alla fine scopre l'identità di Kira e viene apparentemente ucciso, ma riappare presto e viene utilizzato da Kira per uccidere Josuke e gli altri. Kira usa su di lui il suo nuovo potere Bites the Dust e da inizio ad un loop temporale allo scopo di eliminare il gruppo di Josuke e proteggere la sua identità. Tuttavia, Hayato inganna Kira costringendolo a terminare la tecnica, dando inizio alla battaglia finale tra lui e Josuke, in cui Hayato assiste il ragazzo. Nell'adattamento animato è doppiato da Rina Satō.
Altri personaggi
- Tamami Kobayashi (小林 玉美?, Kobayashi Tamami) è un abitante di Morio. Inizialmente svolge il ruolo di antagonista, prendendosela con Koichi e la sua famiglia, ma dopo essere stato sconfitto da Koichi diventa amico del gruppo, in particolare di Koichi verso cui sviluppa una particolare soggezione. Il suo stand è The Lock, che consiste in un lucchetto che si pone sul cuore della vittima, e che continua a crescere man mano che il senso di colpa di questi aumenta. L'unico modo per rimuoverlo è cancellare il senso di colpa. Nell'adattamento animato è doppiato da Satoshi Tsuruoka in giapponese e da Matteo Brusamonti in italiano.
- Toshikazu Hazamada (間田 敏和?, Hazamada Toshikazu) è un compagno di scuola di Josuke e Koichi e possessore di Stand, apparso inizialmente come antagonista. Tuttavia, dopo essere stato sconfitto diventa amico del gruppo. Il suo stand Surface consiste in un manichino che assume perfettamente l'aspetto di chi lo tocca e lo costringe a imitare i suoi movimenti. Nell'adattamento animato è doppiato da Hiroki Shimowada.
- Tonio Trussardi (トニオ・トラサルディー?, Tonio Torasarudī) cuoco italiano che gestisce un ristorante a Morioh, ha la tendenza ad arrabbiarsi quando qualcuno entra nella sua cucina senza permesso per paura che possano contaminarla, essendo affetto da misofobia. Il suo stand Pearl Jam se usato come condimento in un piatto ne aumenta le capacità curative e permette di guarire da diversi tipi di problemi e malattie, anche se con risultati visivi abbastanza particolari al momento, come la distruzione di parti del corpo seguita da un'immediata rigenerazione. Contrariamente agli altri possessori di Stand incontrati da Josuke, Tonio non ha ottenuto il suo potere dalla Freccia, ma lo possiede dalla nascita. Nell'adattamento animato è doppiato da Tokuyoshi Kawashima.
- Shizuka Joestar (静・ジョースター?, Shizuka Jōsutā) è una bambina abbandonata sulle strade di Morioh, viene trovata da Josuke e Joseph e poi adottata da Joseph nella famiglia Joestar. Viene vista raramente nella serie e di solito è sotto le cure di Joseph. Svolge un ruolo importante nel confronto tra Rohan e Ken Oyanagi, usando i suoi poteri stand per aiutarlo. Il suo stand è Achtung Baby, che ha la capacità di rendere il suo corpo invisibile, così come qualsiasi altra cosa che la circonda in un raggio di un metro. Nell'adattamento animato è doppiata da Taeko Kawata.
- Aya Tsuji (辻 彩?, Tsuji Aya) giovane donna che possiede un centro di bellezza a Morio, possiede lo stand Cinderella, che gli consente di alterare l'aspetto altrui, scambiando parti del corpo come se fossero pezzi di un puzzle. L'effetto del suo operato può avere una durata temporanea o definitiva. Aiuta Yukako a conquistare il cuore di Kochi, ma viene in seguito costretta da Kira a modificare permanentemente il suo aspetto per poi essere uccisa da quest'ultimo. Nell'adattamento animato è doppiata da Sayaka Ōhara.
- Yuuya Fungami (噴上 裕也?, Fungami Yūya) è un adolescente vanitoso e narcisista che ha guadagnato il suo Stand dopo essere stato colpito dalla freccia mentre era alla guida della sua moto. Finisce così ricoverato all'ospedale con lesioni multiple e fratture, e tenta di usare il suo stand per aspirare via le energie di varie persone e guarire. Scoperto da Josuke, viene guarito da Crazy Diamond, per poi essere ferito di nuovo come punizione per le sue azioni. Successivamente aiuta Josuke nella lotta contro il possessore di Enigma. Solitamente è sempre seguito da tre ammiratrici verso cui è molto protettivo. Il suo stand Highway Star è un cacciatore automatico dotato di grande velocità. Ha il potere di risucchiare l'energia delle persone e concede a Yuuya un senso soprannaturale dell'olfatto e della percezione. Tuttavia, durante l'inseguimento riesce a viaggiare solo fino ai 60 chilometri orari e non è in grado di vedere o riconoscere gli ostacoli di fronte a lui. Nell'adattamento animato è doppiato da Kishō Taniyama.
- Mikitaka Hazekura (支倉 未起隆?, Hazekura Mikitaka) è un bizzarro abitante di Morio che sostiene di essere un alieno di nome Nu Mikitakazo Nshi (ヌ・ミキタカゾ・ンシ?, Nu Mikitakazo Nshi) e di avere 216 anni. Viene colpito di striscio dalla Freccia tiratagli da Yoshihiro Kira e viene successivamente trovato svenuto in un campo di Morio da Okuyasu e Josuke, con i quali fa amicizia. Il suo potere, Earth Wind & Fire gli consente di trasformarsi in qualsiasi forma fisica che sceglie in quasi tutte le dimensioni, tuttavia non può diventare niente di complesso o che sia più forte/veloce/resistente di lui. Non è chiaro se si tratti di uno stand o se sia veramente un potere alieno, dato che Nu non può vedere gli stand altrui e il suo potere non ha rappresentazione fisica. Nell'adattamento animato è doppiato in giapponese da Yasuyuki Kase e in italiano da Alessandro Fattori.
- Rosicchio (虫喰い?, Mushikui) uno dei due ratti colpiti dalla Freccia da Akira, possiedono entrambi lo stand R.A.T.T, un'arma simile a un cannone che spara aculei in grado di sciogliere la carne della vittima con un potente acido. Insieme uccidono gli abitanti delle fattorie di Morioh, attirando l'attenzione della Fondazione Speedwagon, che mandano Jotaro e Josuke ad indagare. Entrambi sono abbattuti e successivamente posti sotto la custodia della Fondazione Speedwagon.
- Ken Oyanagi (大柳 賢?, Ōyanagi Ken) il primo dei portatori di stand creati da Yoshihiro Kira con l'arco e la freccia per proteggere suo figlio. Dopo essere stato colpito dalla freccia e aver risvegliato il suo stand Boy II Man, che gli consente di prendere lo stand del nemico sconfiggendolo a morra cinese per tre volte di seguito, si confronta con Rohan, guadagnando lentamente il controllo del suo stand. Tuttavia, Rohan riesce a superare in astuzia il ragazzo e sconfiggerlo, riottenendo il pieno controllo del suo stand. Nell'adattamento animato è doppiato da Chika Sakamoto.
- Toyohiro Kanedaichi (鋼田一 豊大?, Kanedaichi Toyohiro) è un uomo che Josuke, Okuyasu e Mikitaka incontrano alla periferia della città. Si allea con il vecchio Kira per eliminare i nemici del figlio, ma viene sconfitto da Josuke con l'aiuto di Mitikata e Okuyasu. Il suo stand Superfly assume la forma di un traliccio telefonico e costringe il portatore a vivere per sempre all'interno della torre. Se un'altra persona entra nello spazio di Superfly, Kanedaichi può fuggire. Qualsiasi piccola parte del traliccio venga danneggiata restituisce la ferita corrispondente a chi l'ha provocata. A causa dei poteri di Superfly Kanedaichi vive una vita autosufficiente e tranquilla dentro al traliccio, arredato come un appartamento con tanto di mobili, televisione e sistemi di filtraggio dell'acqua e di approvvigionamento del cibo. Nell'adattamento animato è doppiato da Kōichi Tōchika.
- Terunosuke Miyamoto (宮本 輝之輔?, Miyamoto Terunosuke) anche soprannominato Ragazzo enigma (エニグマの少年?, Eniguma no Shōnen) uno dei seguaci di Yoshihiro Kira, rapisce Koichi e la madre di Josuke per far cadere in trappola quest'ultimo e impedirgli di sconfiggere Kira. Il suo stand Enigma gli permette di intrappolare le persone in fogli di carta se gli mostrano la loro paura. Una volta che sono intrappolati nella carta, finché rimane piegata a metà rimarranno intrappolati. Gli oggetti inanimati possono essere rinchiusi senza bisogno di regole. Quando viene sconfitto, Josuke non ha nessuna pietà per lui, e lo fonde con della carta per mezzo di Crazy Diamond trasformandolo in un libro che viene donato alla biblioteca cittadina. Nell'adattamento animato è doppiato da Kengo Kawanishi.
- Stray Cat (猫草（ストレイ・キャット?, Sutorei Kyatto) un tempo un gatto normale di nome Tama (タマ?, Tama) viene erroneamente ucciso da Shinobu Kawajiri dopo essere stato colpito dalla freccia. Si fonde quindi con il suo potere stand, diventando un bizzarro mix di pianta e animale, con il potere di sparare aria compressa verso il suo nemico. Notato da Kira, che lo addomestica facendo leva sulla sua natura da felino, viene poi utilizzato da questi per integrare i suoi poteri con Killer Queen. Dopo la morte di Kira, diventa l'animale di compagnia del signor Nijimura.
- Masazo Kinoto (乙 雅三 ?, Kinoto Masazō) perito edile inviato dall'agenzia di assicurazioni per cui lavora a casa di Rohan per la stima dei danni causati da un incendio. Il suo stand è Cheap Trick, che possiede volontà propria e impedisce al proprio portatore di far vedere la sua schiena, costringendolo a camminare sempre raso al muro o sul pavimento pena la morte. Per via del suo singolare comportamento stimola la curiosità di Rohan, il quale riesce con l'inganno a vedergli la schiena, ma improvvisamente questa si apre come fosse uno sportello uccidendolo. Cheap Trick si attacca dunque alla schiena di Rohan per costringerlo a bruciare le foto in cui compare Kira ma viene sconfitto con l'inganno dal fumettista, che lo conduce nella zona del vicolo fantasma dove è vietato voltarsi, spedendolo così all'Inferno. Nell'adattamento animato è doppiato da Makoto Ishii.
- Nijimura (虹村?, Nijimura) è il padre di Keicho e Okuyasu, trasformato in una creatura mostruosa e immortale dopo la morte di Dio a causa delle cellule che il vampiro gli aveva impiantato nel cervello per tenerlo sotto controllo. Convinto che il padre abbia perso la sua umanità, Keicho crea nuovi portatori di Stand nella speranza di trovarne uno in grado di ucciderlo e di porre fine alle sue sofferenze. Sebbene l'uomo non riesca più a riconoscere i figli, Josuke utilizza i poteri di Crazy Diamond per ripristinare una foto di famiglia che l'uomo custodiva, rivelando che per lui può esistere ancora una possibilità di guarigione. Viene menzionato da Keicho che il padre possedesse uno Stand, ma che questo sia "scomparso" dopo la sua trasformazione. Nell'adattamento animato è doppiato da Naomi Kusumi.
- Shinobu Kawajiri (川尻 しのぶ ?, Kawajiri Shinobu) è la madre di Hayato e moglie di Kosaku. Non prova vero amore per il marito, avendolo sposato unicamente perché incinta di lui. Quando Kira prende il posto del marito a sua insaputa, viene attratta dalla personalità del killer, innamorandosene, cosa che insospettisce il figlio Hayato. Viene lasciata completamente all'oscuro del destino del marito, dato che Hayato glielo nasconde. Nell'adattamento animato è doppiata da Yu Shimamura.
- Tomoko Higashikata (東方 朋子?, Higashikata Tomoko)) è la madre di Josuke, avuto anni prima da Joseph Joestar; lavora come insegnante. Nonostante il tempo trascorso, è ancora innamorata di Joseph. Nell'adattamento animato è doppiata da Shizuka Itō e da Megumi Toyoguchi.
- Ryohei Higashikata (東方 良平?, Higashikata Ryohei)) nonno materno di Josuke, ha operato come poliziotto a Morio per 35 anni. È stato lui ad arrestare Angelo per la prima volta quando aveva 12 anni. Viene ucciso da Angelo al ritorno dal turno di notte con il suo Aqua Necklace, facendo passare la bottiglietta dove era stato rinchiuso da Josuke in una bottiglia di Cognac per indurlo a bere, introducendo lo stand nel proprio corpo. La sua morte spingerà Josuke ad usare i suoi poteri per difendere la città. Nell'adattamento animato è doppiato da Katsuhisa Hōki.

## Media

### Romanzi
Il 26 novembre 2007 è stato pubblicato in Giappone un romanzo dal titolo JoJo's Bizarre Adventure 4th: Another Day, scritto da Otsuichi con alcune illustrazioni di Araki. Il romanzo è ambientato successivamente agli eventi narrati nel manga e vede come personaggi principali Koichi Hirose e Rohan Kishibe.

### Anime
Il 24 ottobre 2015 è stato confermato l'adattamento animato per questa parte del manga e ha debuttato in Giappone il 1º aprile 2016. Questa serie è la prima ad essere resa disponibile in simulcast da Dynit sulla piattaforma VVVVID. 
Le sigle di apertura sono Crazy Noisy Bizarre Town dei The DU, chase dei batta e Great Days di Karen Aoki e Daisuke Hasegawa. La sigla di chiusura durante tutta la serie è il singolo del 1996 I Want You dei Savage Garden.

### Film live-action
Una versione cinematografica del manga è uscita nel 2017 con il titolo di JoJo's Bizarre Adventure: Diamond Is Unbreakable Chapter I (ジョジョの奇妙な冒険 ダイヤモンドは砕けない 第一章?, JoJo no Kimyō na Bōken Daiyamondo wa Kudakenai Dai-Isshō), diretta da Takashi Miike e con Kento Yamazaki nella parte di Josuke Higashikata. Il film riassume brevemente i primi 17 capitoli del manga, anche se con numerose differenze e omissioni, e preannuncia l'arrivo di Yoshikage Kira in una scena dopo i crediti.